# Cattedrali in Inghilterra e Galles
Questa è una lista delle cattedrali dell'Inghilterra e del Galles:

## Inghilterra e dipendenze

### Chiesa d'Inghilterra

#### Provincia di Canterbury
| Immagine | Nome e dedicazione | Diocesi                                                            | Fondazione/Sito/Localizzazione |
| --- | --- | ------------------------------------------------------------------ | ------------------------------ |
| | Cattedrale di Birmingham Cathedral Church of St Philip | Diocesi di Birmingham                                              | 1905                           |
| In precedenza chiesa parrocchiale | In precedenza chiesa parrocchiale | 52.481225°N 1.898907°W                                             |                                |
| | Cattedrale di Bristol Cathedral Church of the Holy and Undivided Trinity | Diocesi di Bristol                                                 | 1542–1836, 1897                |
| Abbazia agostiniana 1140 - 1539 | Abbazia agostiniana 1140 - 1539 | 51.451654°N 2.600799°W                                             |                                |
| | Cattedrale di Canterbury Cathedral and Metropolitical Church of Christ | Diocesi di Canterbury                                              | c. 600                         |
| Chiesa madre situata nella Provincia di Canterbury e della Comunione Anglicana mondiale | Chiesa madre situata nella Provincia di Canterbury e della Comunione Anglicana mondiale | 51.279689°N 1.083183°E                                             |                                |
| | Cattedrale di Chelmsford Cathedral Church of St Mary, St Peter and St Cedd | Diocesi di Chelmsford                                              | 1914                           |
| In precedenza chiesa parrocchiale | In precedenza chiesa parrocchiale | 51.735172°N 0.472219°E                                             |                                |
| | Cattedrale di Chichester Cathedral Church of the Holy Trinity | Diocesi di Chichester                                              | 1080                           |
| Sede episcopale | Sede episcopale | 50.836305°N 0.780576°W                                             |                                |
| | Cattedrale di Coventry Cathedral Church of St Michael | Diocesi di Coventry                                                | 1962                           |
| Venne distruttra durante la Seconda guerra mondiale e successivamente ricostruita | Venne distruttra durante la Seconda guerra mondiale e successivamente ricostruita | 52.408483°N 1.50694°W                                              |                                |
| | Cattedrale di Derby Cathedral Church of All Saints | Diocesi di Derby                                                   | 1927                           |
| | | 52.92481°N 1.47739°W                                               |                                |
| | Cattedrale di Ely Cathedral Church of the Holy and Undivided Trinity | Diocesi di Ely                                                     | 1109                           |
| Convento dal 673 fino al IX secolo Canoni secolari dal IX secolo Priorato benedettino dal 970 al 1540 Inizialmente dedicata a San Pietro e Sant'Eteldreda                                                             | Convento dal 673 fino al IX secolo Canoni secolari dal IX secolo Priorato benedettino dal 970 al 1540 Inizialmente dedicata a San Pietro e Sant'Eteldreda                                                             | 52.398632°N 0.263205°E                                             |                                |
| | Cattedrale di Exeter Cathedral Church of St Peter | Diocesi di Exeter                                                  | 1050                           |
| Sede episcopale traslata da Crediton | Sede episcopale traslata da Crediton | 50.722476°N 3.529796°W                                             |                                |
| | Cattedrale di Gibilterra Cathedral Church of the Holy Trinity | Diocesi di Gibilterra in Europa                                    | 1842                           |
| Costruita tra 1825 e il 1832 | |                                                                    |                                |
| | Cattedrale di Gloucester Cathedral Church of the Holy and Indivisible Trinity | Diocesi di Gloucester                                              | 1541                           |
| Unita con la Cattedrale di Bristol tra il 1836 ed il 1897 Monastero e convento dal 681 all'823 Passa ai canoni secolari nell'823 fino al 1022 Priorato benedettino dal 1022 al 539 Inizialmente dedicata a San Pietro | Unita con la Cattedrale di Bristol tra il 1836 ed il 1897 Monastero e convento dal 681 all'823 Passa ai canoni secolari nell'823 fino al 1022 Priorato benedettino dal 1022 al 539 Inizialmente dedicata a San Pietro | 51.867549°N 2.24659°W                                              |                                |
| | Cattedrale di Guildford Cathedral Church of the Holy Spirit | Diocesi di Guildford                                               | 1965                           |
| | | 51.241155°N 0.590054°W                                             |                                |
| | Cattedrale di Hereford Cathedral Church of St Mary the Virgin and St Ethelbert | Diocesi di Hereford                                                | 676                            |
| | | 52.054292°N 2.716096°W                                             |                                |
| | Cattedrale di Leicester Cathedral Church of St Martin | Diocesi di Leicester                                               | 1927                           |
| Inizialmente chiesa parrocchiale | Inizialmente chiesa parrocchiale | 52.924821°N 1.47731°W http://www.cathedral.leicester.anglican.org/ |                                |
| | Cattedrale di Lichfield Cathedral Church of the Blessed Virgin Mary and St Chad | Diocesi di Lichfield                                               | 669-803, 1048                  |
| Sede dell'arcivescovato dal 785 all'803 Sede episcopale dall'803 al 1048Unita a Coventry dal 1048 al 1826Sede episcopale trasferita a Chester dal 1075 Le tre guglie conosciute come The Ladies of the Vale           | Sede dell'arcivescovato dal 785 all'803 Sede episcopale dall'803 al 1048Unita a Coventry dal 1048 al 1826Sede episcopale trasferita a Chester dal 1075 Le tre guglie conosciute come The Ladies of the Vale           | 52.685549°N 1.83027°W                                              |                                |
| | Cattedrale di Lincoln Cathedral Church of St Mary | Diocesi di Lincoln                                                 | 1070                           |
| Unita a Dorchester dal.954 al 1072 Sede episcopale traslata da Dorchester 1072 | Unita a Dorchester dal.954 al 1072 Sede episcopale traslata da Dorchester 1072 | 53.234435°N 0.536329°W                                             |                                |
| | Cattedrale di Londra Cathedral Church of St Paul | Diocesi di Londra                                                  | 1675                           |
| Venne riscostruita sulle rovine della precedente cattedrale (604-1666), distrutta nel Grande incendio di Londra | Venne riscostruita sulle rovine della precedente cattedrale (604-1666), distrutta nel Grande incendio di Londra | 51.513774°N 0.98426°W                                              |                                |
| | Cattedrale di Norwich Cathedral Church of Holy and Undivided Trinity | Diocesi di Norwich                                                 | 1094                           |
| Sede episcopale traslata da Thetford Priorato benedettino dal 1096 al 1539 | Sede episcopale traslata da Thetford Priorato benedettino dal 1096 al 1539 | 52.63165°N 1.300651°E                                              |                                |
| | Cattedrale di Oxford The Cathedral Church of Christ, Oxford (Christ Church, University of Oxford) | Diocesi di Oxford                                                  | 1542                           |
| Sede episcopale traslata da Osney nel 1546 Convento dal 727 al 1004 Passa ai canoni secolari dal 1004 al 1122 Priorato agostiniano dal 1122 al 1524 Precedentemente dedicata a Santa Fridesvida                       | Sede episcopale traslata da Osney nel 1546 Convento dal 727 al 1004 Passa ai canoni secolari dal 1004 al 1122 Priorato agostiniano dal 1122 al 1524 Precedentemente dedicata a Santa Fridesvida                       | 51.750839°N 1.25433°W                                              |                                |
| | Cattedrale di Peterborough Cathedral Church of St Peter, St Paul and St Andrew | Diocesi di Peterborough                                            | 1541                           |
| Abbazia dal 655 al 1238 Chiesa dal 1238 al 1539 | Abbazia dal 655 al 1238 Chiesa dal 1238 al 1539 | 52.572337°N 0.238315°W                                             |                                |
| | Cattedrale di Portsmouth Cathedral Church of St Thomas | Diocesi di Portsmouth                                              | 1927                           |
| Precedentemente chiesa parrocchiale | Precedentemente chiesa parrocchiale | 50.790514°N 1.104233°W                                             |                                |
| | Cattedrale di Rochester Cathedral Church of the Blessed Virgin Mary | Diocesi di Rochester                                               | 604                            |
| Ai canoni secolari dal 604 al 1080 Priorato benedettino dal 1080 al 1540 Precedentemente dedicata a Sant'Andrea | Ai canoni secolari dal 604 al 1080 Priorato benedettino dal 1080 al 1540 Precedentemente dedicata a Sant'Andrea | 51.388953°N 0.503266°E                                             |                                |
| | Cattedrale di St Albans Cathedral and Abbey Church of St Alban | Diocesi di St Albans                                               | 1877                           |
| Abbazia benedettina 976-153951.75062°N 0.342915°W | |                                                                    |                                |
| | Cattedrale di St Edmundsbury Cathedral Church of St James | Diocesi di St Edmundsbury e Ipswich                                | 1914                           |
| Precedentemente chiesa parrocchiale | Precedentemente chiesa parrocchiale | 52.244015°N 0.716944°E                                             |                                |
| | Cattedrale di Salisbury Cathedral Church of the Blessed Virgin Mary | Diocesi di Salisbury                                               | 1227                           |
| Sede episcopale traslata da Old Sarum | Sede episcopale traslata da Old Sarum | 51.064769°N 1.797499°W                                             |                                |
| | Cattedrale di Southwark Cathedral and Collegiate Church of St Saviour and St Mary Overie | Diocesi di Southwark                                               | 1905                           |
| Priorato agostiniano dal 1106 al 1539 | Priorato agostiniano dal 1106 al 1539 | 51.506118°N 0.08966°W                                              |                                |
| | Cattedrale di Stanley Cathedral Church of Christ | Parrocchia delle Isole Falkland                                    | 1892                           |
| È considerata la cattedrale più a sud del mondo. Un arco di ossa di balena fu eretto nel 1933 per celebrare il centenario della dominazione britannica                                                                | |                                                                    |                                |
| | Cattedrale di Truro Cathedral Church of St Mary | Diocesi di Truro                                                   | 1880                           |
| Precedentemente chiesa parrocchiale | Precedentemente chiesa parrocchiale | 50.264141°N 5.051179°W                                             |                                |
| | Cattedrale di Wells Cathedral Church of St Andrew | Diocesi di Bath e Wells                                            | 1239                           |
| | | 51.210245°N 2.643757°W                                             |                                |
| | Cattedrale di Winchester Cathedral Church of the Holy Trinity, St Peter, St Paul and St Swithun | Diocesi di Winchester                                              | 650                            |
| Ai canoni secolari dal 650 al 964 Piorato benedettino dal 964 al 1539 | Ai canoni secolari dal 650 al 964 Piorato benedettino dal 964 al 1539 | 51.060009°N 1.31218°W                                              |                                |
| | Cattedrale di Worcester Cathedral Church of Christ and the Blessed Virgin Mary | Diocesi di Worcester                                               | 743                            |
| Priorato benedettino dal 969 al1540 | Priorato benedettino dal 969 al1540 | 52.18851°N 2.22087°W                                               |                                |

#### Provincia di York
| Immagine | Nome e dedicazione | Diocesi                           | Fondazione/Sito/Localizzazione |
| --- | --- | --------------------------------- | ------------------------------ |
| | Cattedrale di Blackburn Cathedral Church of St Mary | Diocesi di Blackburn              | 1926                           |
| Inizialmente chiesa parrocchiale | Inizialmente chiesa parrocchiale | 53.747271°N 2.481387°W            |                                |
| | Cattedrale di Bradford Cathedral Church of St Peter | Diocesi di Leeds                  | 1919                           |
| Inizialmente chiesa parrocchiale. Concattedrale con Ripon e Wakefield dopo 2014. | Inizialmente chiesa parrocchiale. Concattedrale con Ripon e Wakefield dopo 2014. | 53.795391°N 1.747824°W            |                                |
| | Cattedrale di Carlisle Cathedral Church of the Holy and Undivided Trinity | Diocesi di Carlisle               | 1113                           |
| Ai canonici secolari dal 1113 al 1123 Priorato agostiniano dal 1123 al 1540 | Ai canonici secolari dal 1113 al 1123 Priorato agostiniano dal 1123 al 1540 | 54.894713°N 2.938607°W            |                                |
| | Cattedrale di Chester Cathedral Church of Christ and the Blessed Virgin Mary | Diocesi di Chester                | 1541                           |
| Convento fino all'875 Ai canonici secolari dal 907 al 1093 Abbazia benedettina dal 1093 al 1540 In origine dedicata a San Pietro e San Paolo, poi a San Werburgh                                                                                           | Convento fino all'875 Ai canonici secolari dal 907 al 1093 Abbazia benedettina dal 1093 al 1540 In origine dedicata a San Pietro e San Paolo, poi a San Werburgh                                                                                           | 53.191853°N 2.890308°W            |                                |
| | Cattedrale di Durham Cathedral Church of Christ, the Blessed Virgin Mary and St Cuthbert | Diocesi di Durham                 | 997                            |
| Ai canonici secolari da 997 al 1093 Priorato benedettino dal 1093 al 1540 In origine dedicata a Santa Maria e San Cutberto | Ai canonici secolari da 997 al 1093 Priorato benedettino dal 1093 al 1540 In origine dedicata a Santa Maria e San Cutberto | 54.773093°N 1.576667°W            |                                |
| | Cattedrale di Liverpool Cathedral Church of Christ | Diocesi di Liverpool              | 1904                           |
| | | 53.397616°N 2.973336°W            |                                |
| | Cattedrale di Manchester Cathedral and Collegiate Church of St Mary, St Denys and St George | Diocesi di Manchester             | 1847                           |
| Inizialmente parrocchiale collegiata (1421) | Inizialmente parrocchiale collegiata (1421) | 53.485103°N 2.244365°W            |                                |
| | Cattedrale di Newcastle Cathedral Church of St Nicholas | Diocesi di Newcastle              | 1882                           |
| | | 54.970101°N 1.611128°W            |                                |
| | Cattedrale di Peel Cathedral Church of St German | Diocesi di Sodor e Man            | 1980                           |
| Inizialmente chiesa parrocchiale, costruita fra 1879 e 1884, la guglia fu rimossa nel 1907 Divenuta cattedrale nel 1980 vennero eseguiti diversi tentativi di restauro alla cattedrale sulla St Patrick's Isle, ma questi non diedero i risultati sperati. | Inizialmente chiesa parrocchiale, costruita fra 1879 e 1884, la guglia fu rimossa nel 1907 Divenuta cattedrale nel 1980 vennero eseguiti diversi tentativi di restauro alla cattedrale sulla St Patrick's Isle, ma questi non diedero i risultati sperati. | 54.225353°N 4.699917°W            |                                |
| | Cattedrale di Ripon Cathedral Church of St Peter and St Wilfrid | Diocesi di Leeds                  | 1876                           |
| Monastero prima del 660 In seguito collegiata di canonici secolari (X secolo?). Concattedrale con Bradford e Wakefield dopo 2014. | Monastero prima del 660 In seguito collegiata di canonici secolari (X secolo?). Concattedrale con Bradford e Wakefield dopo 2014. | 54.134968°N 1.520158°W            |                                |
| | Cattedrale di Sheffield Cathedral Church of St Peter and St Paul | Diocesi di Sheffield              | 1914                           |
| Inizialmente chiesa parrocchiale | Inizialmente chiesa parrocchiale | 53.383089°N 1.469293°W            |                                |
| | Southwell Minster Cathedral and Parish Church of the Blessed Virgin Mary | Diocesi di Southwell e Nottingham | 1884                           |
| Collegiata di canonici secolari fino al 1840 | Collegiata di canonici secolari fino al 1840 | 53.076664°N 0.95418°W             |                                |
| | Cattedrale di Wakefield Cathedral Church of All Saints | Diocesi di Leeds                  | 1888                           |
| Concattedrale con Bradford e Ripon dopo 2014. | Concattedrale con Bradford e Ripon dopo 2014. | 53.683083°N 0.149702°W            |                                |
| | York Minster Cathedral and Metropolitical Church of St Peter | Diocesi di York                   | 300                            |
| Chiesa madre della Provincia di York | Chiesa madre della Provincia di York | 53.962366°N 1.081848°W            |                                |

### Chiesa cattolica

#### Provincia di Westminster
| Immagine                                     | Nome e dedicazione                                                                                 | Diocesi                    | Fondazione/Sito/Localizzazione |
| -------------------------------------------- | -------------------------------------------------------------------------------------------------- | -------------------------- | ------------------------------ |
|                                              | Cattedrale di Brentwood Cathedral Church of St Mary and St Helen                                   | Diocesi di Brentwood       | 1917                           |
| Chiesa parrocchiale dal 1861                 | Chiesa parrocchiale dal 1861                                                                       | 51.619625°N 0.30656°E      |                                |
|                                              | Cattedrale di Norwich Cathedral Church of St John the Baptist                                      | Diocesi di East Anglia     | 1976                           |
|                                              | | 52.629104°N 1.283888°E     |                                |
|                                              | Cattedrale di Northampton Cathedral Church of Our Lady and St Thomas of Canterbury                 | Diocesi di Northampton     | 1850                           |
| Inizialmente chiesa parrocchiale di St Felix | Inizialmente chiesa parrocchiale di St Felix                                                       | 52.248029°N 0.898486°W     |                                |
|                                              | Cattedrale di Nottingham Cathedral Church of St Barnabas                                           | Diocesi di Nottingham      | 1850                           |
|                                              | | 52.954671°N 1.157097°W     |                                |
|                                              | Cattedrale di Westminster Cathedral Church of the Most Holy Blood, St Mary, St Joseph and St Peter | Arcidiocesi di Westminster | 1910                           |
| Chiesa madre della Provincia di Westminster  | Chiesa madre della Provincia di Westminster                                                        | 51.495923°N 0.139599°W     |                                |

#### Provincia di Birmingham
| Immagine                                                                   | Nome e dedicazione                                                                              | Diocesi                                                                   | Fondazione/Sito/Localizzazione |
| -------------------------------------------------------------------------- | ----------------------------------------------------------------------------------------------- | ------------------------------------------------------------------------- | ------------------------------ |
|                                                                            | Cattedrale di Birmingham Cathedral and Metropolitical Church of St Chad                         | Diocesi di Birmingham                                                     | 1839                           |
| Chiesa madre della Provincia di Birmingham Pro cattedrale dal 1839 al 1841 | Chiesa madre della Provincia di Birmingham Pro cattedrale dal 1839 al 1841                      | 52.485523°N 0.189871°W                                                    |                                |
|                                                                            | Cattedrale di Clifton Cathedral Church of St Peter and St Paul                                  | Diocesi di Clifton                                                        | 1973                           |
| Preceduta dalla Pro-cattedrale degli Apostoli                              | Preceduta dalla Pro-cattedrale degli Apostoli                                                   | 51.459723°N 2.616356°W Archiviato il 3 novembre 2008 in Internet Archive. |                                |
|                                                                            | Cattedrale di Shrewsbury Cathedral Church of Our Lady Help of Christians and St Peter Alcantara | Diocesi di Shrewsbury                                                     | 1850                           |
|                                                                            |                                                                                                 | 52.705288°N 2.753993°W                                                    |                                |

#### Provincia di Liverpool
| Immagine                                                                          | Nome e dedicazione                                                                           | Diocesi                                                                    | Fondazione/Sito/Localizzazione |
| --------------------------------------------------------------------------------- | -------------------------------------------------------------------------------------------- | -------------------------------------------------------------------------- | ------------------------------ |
|                                                                                   | Cattedrale di Lancaster Cathedral Church of St Peter                                         | Diocesi di Lancaster                                                       | 1924                           |
|                                                                                   |                                                                                              | 54.04682°N 2.793757°W                                                      |                                |
|                                                                                   | Cattedrale di Leeds Cathedral Church of St Anne                                              | Diocesi di Leeds                                                           | 1878                           |
| Ricostruita nel 1904 dopo che la precedente fu abbattuta per allargare una strada | Ricostruita nel 1904 dopo che la precedente fu abbattuta per allargare una strada            | 53.800622°N 1.546999°W                                                     |                                |
|                                                                                   | Cattedrale Metropolitana di Liverpool Cathedral and Metropolitical Church of Christ the King | Diocesi di Liverpool                                                       | 1967                           |
| Preceduta da due cattedrali incompiute                                            | Preceduta da due cattedrali incompiute                                                       | 53.404841°N 2.968385°W                                                     |                                |
|                                                                                   | Cattedrale di Middlesbrough Cathedral Church of St Mary                                      | Diocesi di Middlesbrough                                                   | 1983                           |
| Trasferita a Coulby Newham dal centro di Middlesbrough                            | Trasferita a Coulby Newham dal centro di Middlesbrough                                       | 54.522774°N 1.213692°W                                                     |                                |
|                                                                                   | Cattedrale di Newcastle Cathedral Church of St Mary                                          | Diocesi di Hexham e Newcastle                                              | 1882                           |
|                                                                                   |                                                                                              | 54.969085°N 1.619271°W                                                     |                                |
|                                                                                   | Cattedrale di Salford Cathedral Church of St John the Evangelist                             | Diocesi di Salford                                                         | 1850                           |
|                                                                                   |                                                                                              | 53.483669°N 2.261027°W Archiviato il 3 settembre 2011 in Internet Archive. |                                |
|                                                                                   | Cattedrale di Sheffield Cathedral Church of St Marie                                         | Diocesi di Hallam                                                          | 1980                           |
|                                                                                   |                                                                                              | 53.381303°N 1.46807°W                                                      |                                |

#### Provincia di Southwark
| Immagine                                                  | Nome e dedicazione                                                       | Diocesi                                                                  | Fondazione/Sito/Localizzazione |
| --------------------------------------------------------- | ------------------------------------------------------------------------ | ------------------------------------------------------------------------ | ------------------------------ |
|                                                           | Cattedrale di Arundel Cathedral Church of Our Lady and St Philip Howard  | Diocesi di Arundel e Brighton                                            | 1965                           |
| Fino al 1971 dedicata a Nostra Signora e San Filippo Neri | Fino al 1971 dedicata a Nostra Signora e San Filippo Neri                | 50.855161°N 0.559069°W                                                   |                                |
|                                                           | Cattedrale di Plymouth Cathedral Church of St Mary and St Boniface       | Diocesi di Plymouth                                                      | 1858                           |
|                                                           |                                                                          | 50.373672°N 4.151628°W                                                   |                                |
|                                                           | Cattedrale di Portsmouth Cathedral Church of St John the Evangelist      | Diocesi di Portsmouth                                                    | 1882                           |
|                                                           |                                                                          | 50.800415°N 1.093998°W                                                   |                                |
|                                                           | Cattedrale di Southwark Cathedral and Metropolitical Church of St George | Diocesi di Southwark                                                     | 1850                           |
| Chiesa Madre della Provincia di Southwark                 | Chiesa Madre della Provincia di Southwark                                | 51.49783°N 0.107878°W Archiviato il 28 gennaio 2015 in Internet Archive. |                                |

#### Ordinariato militare in Gran Bretagna
| Immagine | Nome e dedicazione | Diocesi                               | Fondazione/Sito/Localizzazione |
| --- | --- | ------------------------------------- | ------------------------------ |
| | Cattedrale di Aldershot Cathedral Church of St Michael and St George                                                                         | Ordinariato militare in Gran Bretagna | 1972                           |
| Cattedrale dell'Ordinariato militare in Gran Bretagna costruita da Sir Robert Lorimer 1892/3 inizialmente per la Comunità militare anglicana | Cattedrale dell'Ordinariato militare in Gran Bretagna costruita da Sir Robert Lorimer 1892/3 inizialmente per la Comunità militare anglicana | 51.260035°N 0.760117°W                |                                |

#### Chiesa greco-cattolica ucraina
| Immagine | Nome e dedicazione | Diocesi                                 | Fondazione/Sito/Localizzazione |
| --- | --- | --------------------------------------- | ------------------------------ |
| | Cattedrale della Sacra Famiglia in Esilio Ukrainian Catholic Cathedral of the Holy Family in Exile                                                                                 | Eparchia della Sacra Famiglia di Londra | 1968                           |
| Cattedrale della Chiesa greco-cattolica ucraina. Costruita da Alfred Waterhouse nel 1891, inizialmente per la Chiesa Congregazionale, poi, nel 1967 venduta alla Chiesa Cattolica. | Cattedrale della Chiesa greco-cattolica ucraina. Costruita da Alfred Waterhouse nel 1891, inizialmente per la Chiesa Congregazionale, poi, nel 1967 venduta alla Chiesa Cattolica. | 51.513443°N 0.150644°W                  |                                |

#### Chiesa cattolica siro-malabarese
| Immagine                                           | Nome e dedicazione                                                                     | Diocesi                   | Fondazione/Sito/Localizzazione |
| -------------------------------------------------- | -------------------------------------------------------------------------------------- | ------------------------- | ------------------------------ |
|                                                    | Cattedrale di Sant'Alfonsa (Preston) Syro-Malabar Catholic Cathedral of Saint Alphonsa | Eparchia di Gran Bretagna | 1968                           |
| Cattedrale della Chiesa cattolica siro-malabarese. |                                                                                        |                           |                                |

### Chiese ortodosse

#### Chiesa greco-ortodossa di Antiochia
| Immagine | Nome e dedicazione                                 | Diocesi                         | Fondazione/Sito/Localizzazione |
| -------- | -------------------------------------------------- | ------------------------------- | ------------------------------ |
|          | Cattedrale di Londra Cathedral Church of St George | Diocesi dell'Europa occidentale |                                |
|          |                                                    | 51.530273°N 0.144335°W          |                                |

#### Chiesa ortodossa autocefala bielorussa
| Immagine | Nome e dedicazione                                       | Diocesi               | Fondazione/Sito/Localizzazione |
| -------- | -------------------------------------------------------- | --------------------- | ------------------------------ |
|          | Cattedrale di Manchester Cathedral Church of St Nicholas |                       |                                |
|          |                                                          | 53.52691°N 2.194586°W |                                |

#### Chiesa copta ortodossa
| Immagine | Nome e dedicazione                                    | Diocesi                | Fondazione/Sito/Localizzazione |
| -------- | ----------------------------------------------------- | ---------------------- | ------------------------------ |
|          | Cattedrale di Stevenage Cathedral Church of St George |                        | 2002                           |
|          |                                                       | 51.886251°N 0.179893°W |                                |

#### Chiesa greco-ortodossa
| Immagine                                                                                    | Nome e dedicazione                                                                                      | Diocesi                                | Fondazione/Sito/Localizzazione |
| ------------------------------------------------------------------------------------------- | --- | -------------------------------------- | ------------------------------ |
|                                                                                             | Cattedrale ortodossa di Birmingham Cathedral Church of the Dormition of the Mother of God and St Andrew | Arcidiocesi di Tiatira e Gran Bretagna |                                |
| Inizialmente chiesa parrocchiale anglicana                                                  | Inizialmente chiesa parrocchiale anglicana                                                              | 52.482705°N 1.914185°W                 |                                |
|                                                                                             | Cattedrale ortodossa di Leicester Cathedral Church of St Nicholas and St Xenophon                       | Arcidiocesi di Tiatira e Gran Bretagna |                                |
| Inizialmente chiesa parrocchiale anglicana                                                  | Inizialmente chiesa parrocchiale anglicana                                                              | 52.622668°N 1.135446°W                 |                                |
|                                                                                             | Cattedrale di Camden Town Cathedral Church of All Saints                                                | Arcidiocesi di Tiatira e Gran Bretagna |                                |
|                                                                                             | | 51.538768°N 0.137812°W                 |                                |
|                                                                                             | Cattedrale ortodossa di Londra Cathedral and Metropolitical Church of St Sophia                         | Arcidiocesi di Tiatira e Gran Bretagna | 1922                           |
| Consacrata il 5 gennaio 1882, fu chiesa madre della chiesa greco-ortodossa in Gran Bretagna | Consacrata il 5 gennaio 1882, fu chiesa madre della chiesa greco-ortodossa in Gran Bretagna             | 51.512462°N 0.191459°W                 |                                |
|                                                                                             | Cattedrale ortodossa di Londra Cathedral Church of the Dormition of the Mother of God                   | Arcidiocesi di Tiatira e Gran Bretagna |                                |
|                                                                                             | | 51.6012°N 0.114718°W                   |                                |
|                                                                                             | Cattedrale ortodossa di Londra Cathedral Church of the Nativity of the Mother of God                    | Arcidiocesi di Tiatira e Gran Bretagna |                                |
|                                                                                             | | 51.475152°N 0.094789°W                 |                                |
|                                                                                             | Cattedrale ortodossa di Londra Cathedral Church of St Andrew                                            | Arcidiocesi di Tiatira e Gran Bretagna | 1970                           |
|                                                                                             | | 51.545528°N 0.141309°W                 |                                |
|                                                                                             | Cattedrale ortodossa di Londra Cathedral Church of St Nicholas                                          | Arcidiocesi di Tiatira e Gran Bretagna |                                |
|                                                                                             | | 51.504252°N 0.2331°W                   |                                |
|                                                                                             | Cattedrale ortodossa di Londra Cathedral Church of the Holy Cross and St Michael                        | Arcidiocesi di Tiatira e Gran Bretagna |                                |
|                                                                                             | | 51.573944°N 0.201724°W                 |                                |

#### Chiesa patriarcale ortodossa russa
| Immagine | Nome e dedicazione                                                                                              | Diocesi                | Fondazione/Sito/Localizzazione |
| -------- | --- | ---------------------- | ------------------------------ |
|          | Cattedrale ortodossa di Londra Cathedral Church of the Dormition and All Saints                                 | Eparchia di Surozh     |                                |
|          | | 51.500597°N 0.169121°W |                                |
|          | Cattedrale ortodossa di Londra Cathedral of the Dormition of the Most Holy Mother of God and Holy Royal Martyrs | Eparchia di Surozh     |                                |
|          | | 51.489654°N 0.276064°W |                                |

#### Chiesa ortodossa serba
| Immagine | Nome e dedicazione | Diocesi                                | Fondazione/Sito/Localizzazione |
| -------- | --- | -------------------------------------- | ------------------------------ |
|          | Cattedrale di Londra Cathedral Church of St Savas in origine chiesa parrocchiale di San Colombo della Chiesa d'Inghilterra | Diocesi di Gran Bretagna e Scandinavia |                                |
|          | | 51.516762°N 0.208743°W                 |                                |

#### Chiesa ortodossa siriaca
| Immagine | Nome e dedicazione                                    | Diocesi                    | Fondazione/Sito/Localizzazione |
| -------- | ----------------------------------------------------- | -------------------------- | ------------------------------ |
|          | Cattedrale di Londra Cathedral Church of Saint Thomas |                            | 2012                           |
|          |                                                       | 51°30′30.12″N 0°14′46.51″W |                                |

#### Chiesa ortodossa ucraina
| Immagine | Nome e dedicazione                                                                                                 | Diocesi               | Fondazione/Sito/Localizzazione |
| -------- | --- | --------------------- | ------------------------------ |
|          | Cattedrale ucraina di Londra Ukrainian Autocephalous Orthodox Cathedral of the Holy Transfiguration of our Saviour |                       |                                |
|          | | 51.50414°N 0.268588°W |                                |

### Altre chiese

#### Chiesa vetero-cattolica
| Immagine | Nome e dedicazione                                                | Diocesi | Fondazione/Sito/Localizzazione |
| -------- | ----------------------------------------------------------------- | ------- | ------------------------------ |
|          | Cattedrale di Stamford Hill Cathedral Church of the Good Shepherd |         |                                |
|          |                                                                   |         |                                |

#### Chiesa antica e vetero-cattolica
| Immagine | Nome e dedicazione                                                                 | Diocesi | Fondazione/Sito/Localizzazione |
| -------- | ---------------------------------------------------------------------------------- | ------- | ------------------------------ |
|          | Cattedrale di Newcastle-upon-Tyne Cathedral Church of St Willibrord and All Saints |         |                                |
|          |                                                                                    |         |                                |

#### Chiesa cattolica anglicana
| Immagine       | Nome e dedicazione                                                                                    | Diocesi | Fondazione/Sito/Localizzazione |
| -------------- | --- | ------- | ------------------------------ |
|                | Diocesi del Regno Unito, Chiesa cattolica anglicana Pro-Cattedrale di Sant'Agostino, Canterbury, Kent |         |                                |
| Pro-cattedrale | |         |                                |

#### Chiesa d'Inghilterra (Continuing)
| Immagine | Nome e dedicazione                                       | Diocesi | Fondazione/Sito/Localizzazione |
| -------- | -------------------------------------------------------- | ------- | ------------------------------ |
|          | Cattedrale di Wolverhampton Cathedral Church of St Silas |         |                                |
|          |                                                          |         |                                |

#### Libera Chiesa d'Inghilterra
| Immagine       | Nome e dedicazione                                       | Diocesi | Fondazione/Sito/Localizzazione |
| -------------- | -------------------------------------------------------- | ------- | ------------------------------ |
|                | Cattedrale di Saltley Pro-Cathedral Church of Emmanuel   |         |                                |
| Pro-cattedrale |                                                          |         |                                |
|                | Cattedrale di Morecambe Pro-Cathedral Church of Emmanuel |         |                                |
| Pro-cattedrale |                                                          |         |                                |

#### Santa Chiesa cattolica (rito anglicano)
| Immagine                                                                 | Nome e dedicazione                                                       | Diocesi               | Fondazione/Sito/Localizzazione |
| ------------------------------------------------------------------------ | ------------------------------------------------------------------------ | --------------------- | ------------------------------ |
|                                                                          | Cattedrale di Stoke-on-Trent Cathedral Church of Our Lady of Grace       |                       |                                |
| Inizialmente chiesa metodista, sede episcopale traslata da Madeley Heath | Inizialmente chiesa metodista, sede episcopale traslata da Madeley Heath | 53.03886°N 2.204132°W |                                |

#### Chiesa cattolica liberale
| Immagine       | Nome e dedicazione                                      | Diocesi                | Fondazione/Sito/Localizzazione |
| -------------- | ------------------------------------------------------- | ---------------------- | ------------------------------ |
|                | Cattedrale di Putney Pro-Cathedral Church of All Saints |                        |                                |
| Pro-cattedrale | Pro-cattedrale                                          | 51.461387°N 0.220346°W |                                |

#### Chiesa tradizionale d'Inghilterra
| Immagine | Nome e dedicazione                                     | Diocesi | Fondazione/Sito/Localizzazione |
| -------- | ------------------------------------------------------ | ------- | ------------------------------ |
|          | Cattedrale di Windlesham Cathedral Church of St George |         |                                |
|          |                                                        |         |                                |

## Galles

### Chiesa in Galles
| Immagine                                                                            | Nome e dedicazione                                              | Diocesi                     | Fondazione/Sito/Localizzazione |
| ----------------------------------------------------------------------------------- | --------------------------------------------------------------- | --------------------------- | ------------------------------ |
|                                                                                     | Cattedrale di Bangor Cathedral Church of St Deiniol             | Diocesi di Bangor           | 456                            |
| Ai canoni secolari dal 1092                                                         |                                                                 |                             |                                |
|                                                                                     | Cattedrale di Brecon Cathedral Church of St John the Evangelist | Diocesi di Swansea e Brecon | 1923                           |
| Priorato benedettino dal 1093/1110 al 1538                                          |                                                                 |                             |                                |
|                                                                                     | Cattedrale di Llandaff Cathedral Church of St Peter and St Paul | Diocesi di Llandaff         | 550                            |
| Monastero, ai canoni secolari dal 1107 Inizialmente dedicata a San Pietro San Teilo |                                                                 |                             |                                |
|                                                                                     | Cattedrale di Newport Cathedral Church of St Woolos             | Diocesi di Monmouth         | 1921                           |
| Inizialmente chiesa parrocchiale                                                    |                                                                 |                             |                                |
|                                                                                     | Cattedrale di St Asaph Cathedral Church of St Asaph             | Diocesi di St Asaph         | 553                            |
| Monastero, ai canoni secolari dal 1143                                              |                                                                 |                             |                                |
|                                                                                     | Cattedrale di St David's Cathedral Church of St David           | Diocesi di St David's       | 580                            |
| Ai Canoni secolari dal 1116 Inizialmente dedicata a Sant'Andrea e San Davide        |                                                                 |                             |                                |

### Chiesa cattolica

#### Provincia di Cardiff-Menevia
| Immagine                                                                             | Nome e dedicazione                                                                     | Diocesi                        | Fondazione/Sito/Localizzazione |
| ------------------------------------------------------------------------------------ | -------------------------------------------------------------------------------------- | ------------------------------ | ------------------------------ |
|                                                                                      | Cattedrale metropolitana di San Davide Cathedral and Metropolitical Church of St David | Arcidiocesi di Cardiff-Menevia | 1916                           |
|                                                                                      |                                                                                        |                                |                                |
|                                                                                      | Cattedrale di Nostra Signora dei Dolori Cathedral Church of Our Lady of Sorrows        | Diocesi di Wrexham             | 1907                           |
| Chiesa parrocchiale dal 1847 Procattedrale della diocesi di Menevia dal 1907 al 1987 |                                                                                        |                                |                                |
|                                                                                      | Concattedrale di San Giuseppe Cathedral Church of St Joseph                            | Arcidiocesi di Cardiff-Menevia | 1987                           |
| Chiesa aperta nel 1888 Cattedrale della diocesi di Menevia dal 1987 al 2024          |                                                                                        |                                |                                |